# Project MAC
Project MAC, in seguito MIT Laboratory for Computer Science (LCS), è stato un importante laboratorio e centro di ricerca del Massachusetts Institute of Technology (MIT). L'importanza di tale struttura nella storia della ricerca nel campo informatico è analoga a quella dello Xerox PARC, del Project Genie di Berkeley e dell'oN Line System dello Stanford Research Institute (SRI).
L'acronimo "MAC" è variamente interpretato, ad esempio come Multiple Access Computer, Machine Aided Cognition e, negli anni successivi, anche Minsky Against Corby (quest'ultimo basato su due tra i principali personaggi nei due laboratori di scienza dell'informazione nell'edificio, spesso in competizione).

## Storia
Il Project MAC ebbe inizio il 1º luglio 1963 con un sovvenzionamento iniziale da un trasferimento dal DARPA di due milioni di dollari. Il primo direttore del Project MAC è stato Roberto Mario Fano. Il program manager responsabile per l'accettazione da parte del DARPA fu J.C.R. Licklider, che era stato all'MIT e che avrebbe preso il posto di Fano come direttore del Progetto MAC.  Il Progetto MAC fu finanziato principalmente dal DARPA e dalla National Science Foundation.  (Fano decise di chiamare il MAC "project", un progetto, piuttosto che "laboratory" per ragioni di opportunità interne al MIT: se il MAC si fosse definito un laboratorio, sarebbe stato più complicato recuperare personale per la ricerca da altri dipartimenti del MIT).
I fondatori del Project MAC - Fano, Fernando J. Corbató e Marvin Minsky (con l'ispirazione dal precedente collega John McCarthy), per citare alcuni nomi - idearono una sorta "accessorio per computer", che doveva rendere disponibile l'elaborazione informatica con la stessa facilità con cui si può avere l'energia di cui si ha bisogno dalla rete elettrica. Per questo, Corbato inventò il primo sistema informatico basato sul time-sharing, il CTSS, utilizzando i fondi DARPA per acquistare un IBM 7094 per la ricerca. Uno degli obiettivi del Project MAC sarebbe stato lo sviluppo del successore del CTSS, il Multics, destinato ad essere il primo computer ad high availability, sviluppato come parte di un consorzio di imprese che comprendeva General Electric e Bell Laboratories.
Alla fine degli anni sessanta il gruppo di ricerca di Minsky sull'intelligenza artificiale aveva bisogno di maggiore spazio e non riusciva ad ottenere in questo soddisfazione dal direttore del Project, Licklider. La politica di assegnazione degli spazi in ambito universitario era però congegnata in maniera tale che Minsky trovò che, se all'interno del Project MAC non poteva ottenere lo spazio aggiuntivo di cui aveva necessità, poteva distaccarsene per formare un nuovo istituto di ricerca ed aver così titolo ad uno spazio maggiore. Così il MIT AI Lab fu formato nel 1970 e molti del colleghi di Minsky impegnati nel progetto AI lasciarono il Project MAC per unirsi nel nuovo centro di ricerca, mentre i rimanenti membri formarono il Laboratory for Computer Science. Due professori, Hal Abelson e Gerald Jay Sussman, scelsero di rimanere neutrali: il loro gruppo venne denominato in vari modi, come Svizzera e Project MAC per i successivi 30 anni, fino a quando i due laboratori si unirono di nuovo come CSAIL.
Tra le successive opere d'ingegno create nell'ambito del Project MAC, il dialetto MacLisp del linguaggio di programmazione Lisp.
Nel 1975 ciò che rimaneva del Project MAC fu rinominato in Laboratory for Computer Science (LCS) e continuò nel lavoro di sviluppo e ricerca, tra cui un ruolo significativo per lo sviluppo delle tecnologie relative ad Internet.
In occasione del quarantesimo anniversario della fondazione del Project MAC, il 1º luglio 2003, LCS si è nuovamente fuso con AI Lab per dar vita al MIT Computer Science and Artificial Intelligence Laboratory, o CSAIL. Con tale fusione si è dato vita al maggiore laboratorio, con un organico di oltre 600 dipendenti, all'interno del campus del MIT e viene considerato come una riunificazione dei diversi elementi del Project MAC.

## Direttori
Project MAC
- Roberto Mario Fano, 1963-1968
- J.C.R. Licklider, 1968-1971
- Edward Fredkin, 1971-1974
- Michael L. Dertouzos, 1974-1975

Laboratory for Computer Science
- Michael L. Dertouzos, 1975-2001
- Victor Zue, 2001-2003